# Reserva Extrativista do Médio Purus
A Reserva Extrativista do Médio Purús (RESEX do Médio Purús) é uma unidade de conservação brasileira de uso sustentável da natureza localizada no oeste do estado do Amazonas, com território distribuído pelos municípios de Lábrea, Pauini e Tapauá.
Criada através de Decreto Presidencial em 8 de maio de 2008, a RESEX do Médio Purús abrange uma área de 604 290 ha. A mobilização das populações tradicionais para a criação da RESEX iniciou-se com o trabalho da Igreja Católica, através da Comissão Pastoral da Terra (CPT) no município de Pauiní, a partir do ano 2000. No debate sobre a criação da Unidade de Conservação participaram ativamente, lideranças locais, o Conselho Nacional dos Seringueiro - CNS Regional Acre e o Centro das Populações Tradicionais - CNPT do Amazonas.[carece de fontes?]